# Patrick J. Hillings
Patrick Jerome Hillings (ur. 19 lutego 1923 w Hobart Mills, zm. 20 lipca 1994 w Palm Desert) – amerykański polityk, członek Partii Republikańskiej.

## Działalność polityczna
W okresie od 3 stycznia 1951 do 3 stycznia 1953 przez jedną kadencję był przedstawicielem 12. okręgu, a od 3 stycznia 1953 do 3 stycznia 1959 przez trzy kadencje przedstawicielem nowo utworzonego 25. okręgu wyborczego w stanie Kalifornia w Izbie Reprezentantów Stanów Zjednoczonych.